# Kållereds socken
Kållereds socken i Västergötland ingick i Askims härad, ingår sedan 1971 i Mölndals kommun och motsvarar från 2016 Kållereds distrikt.
Socknens areal är 24,63 kvadratkilometer varav 23,60 land. År 2000 fanns här 7 086 invånare.  Tätorten Tulebo samt tätorten Kållered med sockenkyrkan Kållereds kyrka ligger i socknen.   

## Administrativ historik
Socknen har medeltida ursprung. 
Vid kommunreformen 1862 övergick socknens ansvar för de kyrkliga frågorna till Kållereds församling och för de borgerliga frågorna bildades Kållereds landskommun. Landskommunen uppgick 1971 i Mölndals kommun.
1 januari 2016 inrättades distriktet Kållered, med samma omfattning som församlingen hade 1999/2000.
Socknen har tillhört län, fögderier, tingslag och domsagor enligt vad som beskrivs i artikeln Askims härad. De indelta båtsmännen tillhörde 2:a Bohusläns båtsmanskompani.

## Geografi och natur

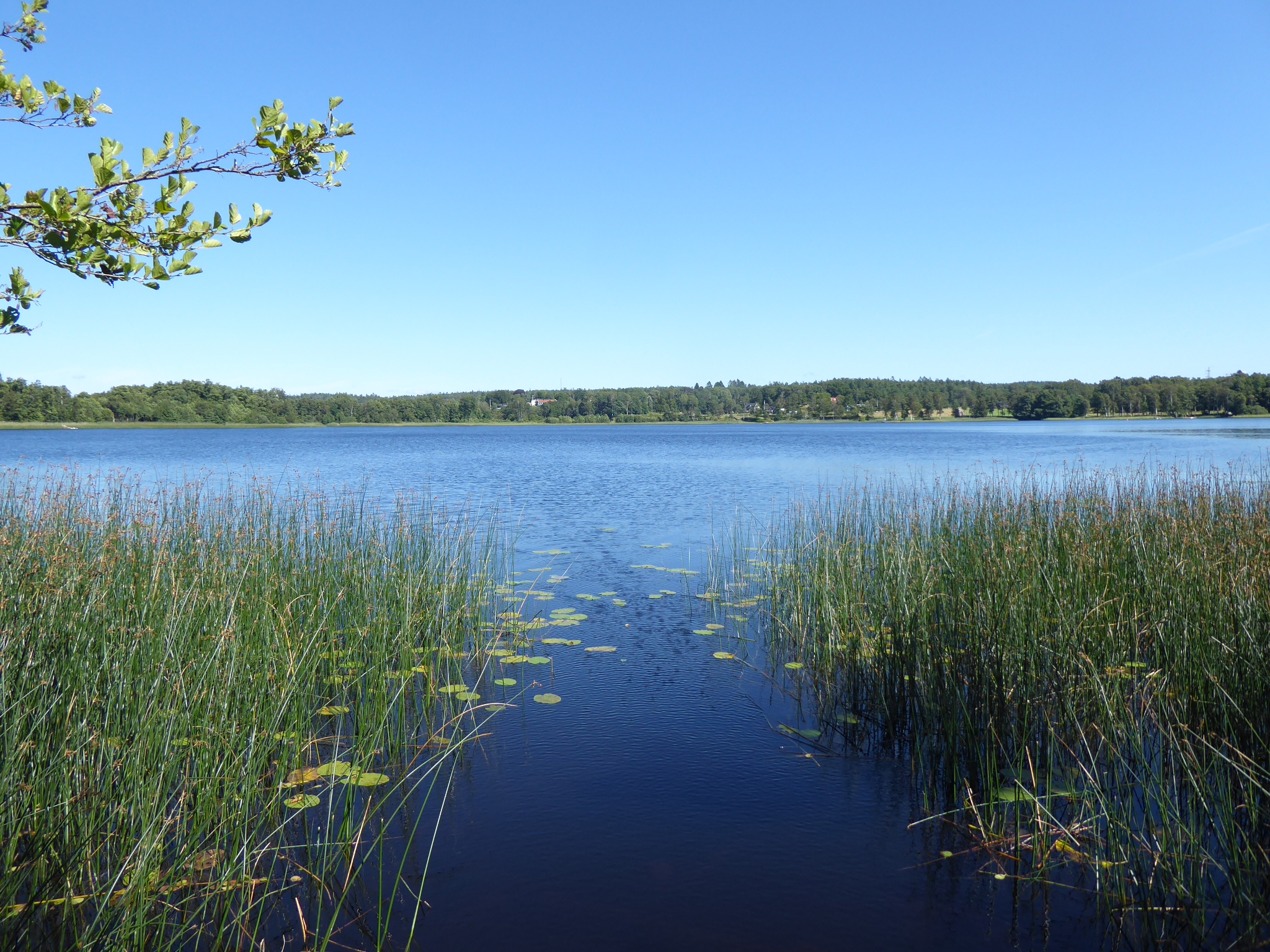
Tulebosjön från nordväst

Kållereds socken ligger söder om Mölndal kring Tulebosjön. Socknen är utanför några dalar en kuperad skogsbygd.
Sandsjöbacka naturreservat som delas med Fässbergs och Lindome socknar ingår i EU-nätverket Natura 2000. Största insjö är Finnsjön som delas med Råda socken i Härryda kommun.
Sätesgårdar var Sagereds herrgård och Ekens herrgård.

## Fornlämningar
Några boplatser och två hällkistor från stenåldern har påträffats. Från järnåldern finns stensättningar, en domarring och en fornborg.

## Befolkningsutveckling
Befolkningen minskade från 532 1810 till 487 1820 varefter den ökat ganska regelbundet till 6 791 1990.

## Namnet
Namnet skrevs 1421 Kollarud och kommer från en gård. Efterleden innehåller ryd, 'röjning'. Förleden kan innehålla mansnamnet Kolle, 'han som är utan hår' eller kulle.